# CAT 텔레콤 풋살 클럽
CAT 텔레콤 풋살 클럽은 타이의 풋살 선수단이다.

## 우승 기록
- 타이 풋살 리그
  - 준우승 (1): 2009